# NGC 6540
NGC 6540 là cụm sao cầu trong chòm sao Nhân Mã. Cấp sao biểu kiến của nó là 9,3 với đường kính khoảng 9,5', với 12 ngôi sao mờ có thể nhìn thấy. Nó cách Trái Đất khoảng 17.000 năm ánh sáng và được phát hiện bởi William Herschel vào ngày 24 tháng 5 năm 1784 với kính viễn vọng 18,7 inch, người mô tả cụm sao này là "khá mờ, không lớn, mở rộng quanh co, dễ phân giải".